# Heritiera macroptera
Heritiera macroptera är en malvaväxtart som beskrevs av André Joseph Guillaume Henri Kostermans. Heritiera macroptera ingår i släktet Heritiera och familjen malvaväxter. Inga underarter finns listade i Catalogue of Life.